# Wielki Pałac Królewski

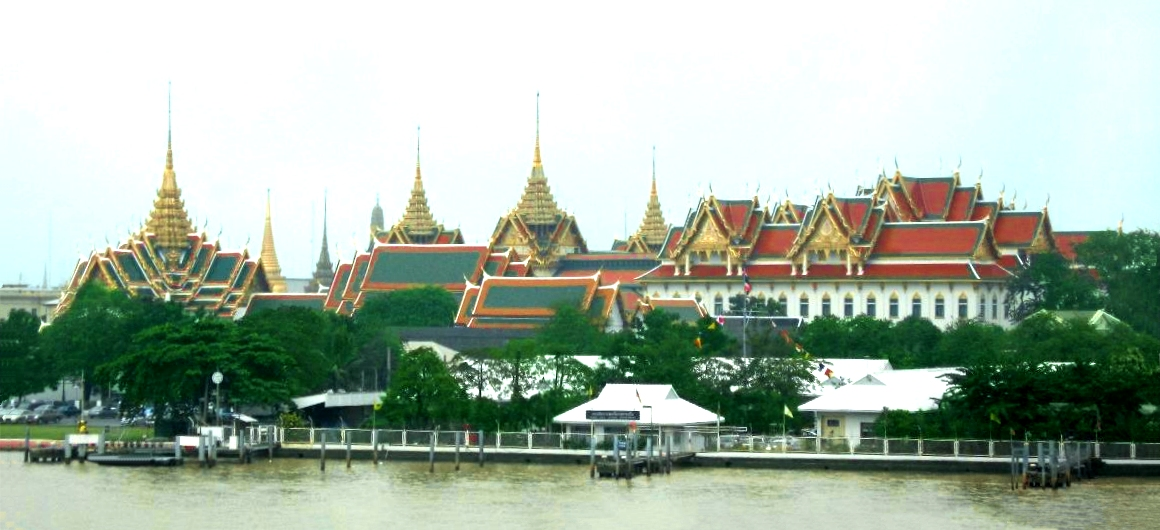
Widok z rzeki

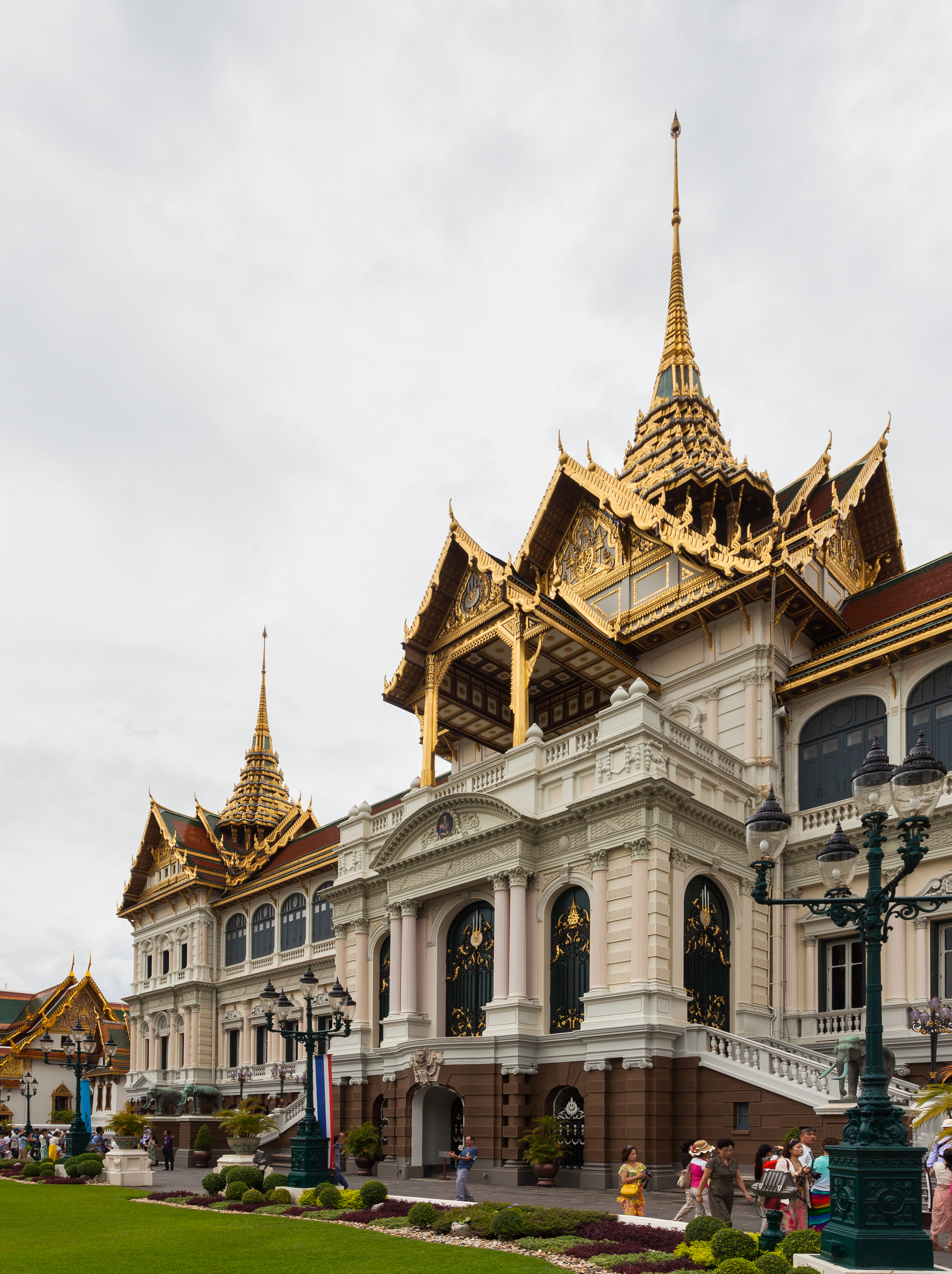
Chakri Mahaprasad

Wielki Pałac Królewski (tajski: พระบรมมหาราชวัง, Phra Borom Maha Ratcha Wang) – kompleks budynków w Bangkoku (Tajlandia).  Służył jako oficjalna rezydencja króla Tajlandii od XVIII wieku do połowy XX wieku. Po śmierci króla Anandy Mahidola w Wielkim Pałacu w 1946, król Bhumibol Adulyadej zmienił królewską siedzibę na pałac Chitralada.
Budowa Wielkiego Pałacu rozpoczęła się w roku 1782, gdy u władzy był Rama I.
Kompleks pałacowy znajduje się na wschodnim brzegu rzeki Menam; otoczony jest murem obronnym o łącznej długości 1900 metrów. Teren kompleksu zajmuje powierzchnię 218 400 m².
Ważnymi częściami pałacu są:
- Wat Phra Kaew, "świątynia szmaragdowego Buddy"
- Chakri Mahaprasad Hall, budowla w stylu włoskiego odrodzenia

Turyści mogą zwiedzać teren kompleksu pałacowego i wybrane budowle. Wstęp na teren kompleksu jest płatny i możliwy tylko w wyznaczonych godzinach.